# Broken Train
Broken Train är en låt av alternativ rock-artisten Beck. Den finns med på hans album Midnite Vultures, släppt 23 november 1999. 
"Broken Train" gick under arbetsnamnet "Out of Kontrol". Beck bytte låtens namn i sista minuten, därför att den elektroniska duon the Chemical Brothers redan använt titeln.
Låten spelades live endast 40 gånger. Den senaste gången som Beck spelade låten var den 20 juni 2003.